# Franz Adam Wagner
Franz Adam Wagner (* 4. Mai 1869 in Mörlenbach; † 8. Dezember 1956 in Klein-Breitenbach) war ein hessischer Politiker (Zentrum) und ehemaliger Abgeordneter des Landtags des Volksstaates Hessen in der Weimarer Republik.
Franz Adam Wagner war der Sohn des Sattlermeisters Franz Adam Wagner und dessen Frau Eva Elisabetha geborene Därsam. Er war mit Elisabeth geborene Gölz verheiratet.
Franz Adam Wagner war Landwirt in Klein-Breitenbach. 1921 bis 1926 war er dort auch Bürgermeister. Franz Adam Wagner, der katholischer Konfession war, gehörte 1921 bis 1924 für das Zentrum dem Landtag an.